# Geher-Länderkampf der Männer 1968 Schweiz – BR Deutschland
| 1. Leichtathletik-Länderkampf mit bundesdeutscher Beteiligung 1968 | 1. Leichtathletik-Länderkampf mit bundesdeutscher Beteiligung 1968 |
| ------------------------------------------------------------------ | ------------------------------------------------------------------ |
|                                                                    |                                                                    |
| Geher-Vergleich der Männer: Schweiz – BR Deutschland               |                                                                    |
| Austragungsort                                                     | Langenthal                                                         |
| Wettbewerbe                                                        | 1                                                                  |
| Datum                                                              | 24. März                                                           |
| 1. FRG 2. SUI                                                      | 15 Punkte 07 Punkte                                                |
| Chronik                                                            |                                                                    |
| ← letzter LK 1967: 00SUI-FRG-NLD Straßenlauf (M)                   | NLD-FRG-SUI Straßenlauf (M) →                                      |

Der erste Vergleich des Länderkampfjahres 1968 war wie 1966 eine Begegnung der Geher. Das Team der Kontrahenten kam aus der Schweiz. Zuletzt hatte sich bei diesen Aufeinandertreffen Frankreich dazugesellt, ein Treffen, das auch in diesem Jahr knapp zwei Monate später wieder auf dem Plan stand. Die Bilanz in den rein Schweizerisch-bundesdeutschen Geherländerkämpfen lautete vier zu zwei für die Schweiz. Schon etwas zurück lag die letzte Begegnung der beiden Länder. Sie hatte 1961 in Lugano stattgefunden und hatte mit einem bundesdeutschen Sieg geendet. Schon früh in der 1968er Saison am 24. März war nun die Schweizer Stadt Langenthal Gastgeber.

## Wettbewerbe und Modus
In diesem Jahr stand mit dem 20-km-Straßengehen im Gegensatz zu den sonstigen Austragungen von Geherländerkämpfen nur ein Wettbewerb auf dem Programm. Standardmäßig wurde sonst noch ein Wettkampf über 35 oder 50 Kilometer ausgetragen. Der Erstplatzierte erhielt sieben Punkte, der Zweite fünf, der Dritte vier, der Vierte drei Punkte usw.

## Ergebnis
In der Einzelwertung gab es einen bundesdeutschen Doppelerfolg. Dazu kam noch ein vierter Platz, mit dem ein klarer bundesdeutscher Erfolg gesichert war. Das Endresultat lautete fünfzehn zu sieben Punkte für die Bundesrepublik Deutschland.

### 20-km-Straßengehen
| Platz | Athlet               | Land | Zeit (h)  |
| ----- | -------------------- | ---- | --------- |
| 1     | Bernhard Nermerich   | FRG  | 1:32:41,0 |
| 2     | Julius Müller        | FRG  | 1:34:23,6 |
| 3     | Erwin Stutz          | SUI  | 1:37:00,6 |
| 4     | Werner Hupfeld       | FRG  | 1:37:07,4 |
| 5     | René Pfister         | SUI  | 1:39:12,4 |
| 6     | Alfred Badel         | SUI  | 1:41:16,4 |
| 7     | Hans Fenner          | SUI  | 1:42:01,4 |
| 8     | Horst-Rüdiger Magnor | FRG  | 1:48:13,8 |